# Due Ponti Cup 2010
Il Due Ponti Cup 2010 è stato un torneo professionistico di tennis maschile giocato sulla terra rossa, che faceva parte dell'ATP Challenger Tour 2010. Si è giocato a Roma in Italia dal 31 maggio al 6 giugno 2010.

## Partecipanti

### Teste di serie
| Nazionalità | Giocatore        | Ranking* | Testa di serie |
| ----------- | ---------------- | -------- | -------------- |
| Brasile     | Ricardo Mello    | 90       | 1              |
| Italia      | Paolo Lorenzi    | 95       | 2              |
| Italia      | Filippo Volandri | 118      | 3              |
| Brasile     | João Souza       | 125      | 4              |
| Italia      | Simone Bolelli   | 126      | 5              |
| Argentina   | Máximo González  | 148      | 6              |
| Romania     | Victor Crivoi    | 158      | 7              |
| Romania     | Adrian Ungur     | 166      | 8              |

- Ranking al 24 maggio 2010.

### Altri partecipanti
Giocatori che hanno ricevuto una wild card:
- Francesco Aldi
- Marco Crugnola
- Thomas Fabbiano
- Santiago González

Giocatori alternativ:
- Martín Alund

Giocatori passati dalle qualificazioni:
- Facundo Bagnis
- Alberto Brizzi
- Daniele Giorgini
- Guido Pella
- Karim Maamoun (lucky loser)

## Campioni

### Singolare
Filippo Volandri ha battuto in finale  Reda El Amrani con il punteggio di 6–3, 6–2

### Doppio
Santiago González /  Travis Rettenmaier hanno battuto in finale  Sadik Kadir /  Purav Raja con il punteggio di 6–2, 6–4